# In einer römischen Osteria
In einer römischen Osteria (dänisches Original Fra et romersk osteria) ist ein Gemälde des dänischen Malers Carl Bloch in Öl auf Leinwand aus dem Jahr 1866. Das Gemälde, das zu den bekannteren Genreszenen Blochs gehört, wurde von dem Kaufmann Moritz G. Melchior in Auftrag gegeben, einem Freund und großen Förderer Blochs, der im Hintergrund des Bildes dargestellt ist. Es befindet sich seit 1935 im Statens Museum for Kunst in Kopenhagen.

## Beschreibung
Das naturalistische Gemälde zeigt eine Tagesszene in einer italienischen Osteria. Im Vordergrund sitzen drei Personen an einem Tisch bei einer Mahlzeit, die erste Weinkaraffe ist bereits geleert. Ganz rechts ein junger Mann mit spärlichem Bartwuchs, der sich mit verärgertem Gesichtsausdruck und Zornesfalten auf der Stirn zum Betrachter umdreht und dabei in seiner linken mit auf dem Tisch aufgestützten Faust eine Gabel mit den Zinken nach oben hält. Er trägt ländliche Kleidung – weißes Hemd, braune Hose und einen kleinkrempigen, braunen Bowler; an seinem roten Schärpengürtel erkennt man ein Klappmesser. Ihm gegenüber sitzen zwei junge Frauen, die sich für den Besuch in der Osteria zurechtgemacht haben: Farbenfrohe Bekleidung, Ohrringe, Halsketten, mehrere goldene Ringe an den Fingern. Die rechte von ihnen – pechschwarzes, zum Zopf gebundenes Haar, ohne Kopfbedeckung – schaut den Betrachter über ihr erhobenes Rotweinglas neckisch an. Die linke junge Frau – mit einem fazzolettone als Kopfbedeckung; von ihr aus rechts auf der Bank sitzt eine Katze und daneben liegt ein Fächer – ist dem jungen Mann rechts zugewandt, ihre Augen sind aber direkt auf den Betrachter gerichtet und ihre Lippen leicht geöffnet. Durch ihre vorgebeugte Körperhaltung und den leicht unsicheren Gesichtsausdruck entsteht der Eindruck, sie habe den Mann rechts auf den Beobachter hingewiesen, worauf er sich dann umgedreht habe. Im Gegensatz (Bekleidung, keine Beachtung des Betrachters, reine Männergruppe) dazu sitzen im Hintergrund drei sehr formell mit Anzügen bekleidete Herren, die in ein Gespräch vertieft sind. Das Gemälde ist sehr reich an Details bezüglich Kleidung, Faltenwurf, Schmuck, Mimik, mehrerer Insekten etc.
Als Bekleidung für die Frauen wählte Bloch die Ciociaro-Tracht aus der Region Ciociaria im Südosten von Rom mit fazzolettone, farbenfroher Kleidung und Schultertüchern, die zu dieser Zeit bei europäischen Malern das Inbild der Bekleidung der italienischen Landbevölkerung darstellte. Bezüglich der linken jungen Frau schrieb der Hauptkurator des SMK Peter Nørgaard Larsen: „Beachten Sie insbesondere, wie die phallische Karaffe auf der linken Seite einem einladenden Mund mit leicht geöffneten Lippen nahe kommt …“ Der linke der drei Herren im Hintergrund mit dem Rücken zum Betrachter ist Carl Bloch. Der mittlere Herr trägt die Gesichtszüge von Moritz G. Melchior. Der dritte Mann, der auf Melchior einredet, ist bisher nicht identifiziert worden. Im Gegensatz zu Marstrands eindeutig freundlicher Osteriaszene, in der eine der beiden jungen Frauen den (bekannten?) Besucher/Betrachter mit erhobenem Weinglas grüßt und die andere einladend ihren Schal zur Seite räumt, um einen Sitzplatz freizumachen, zeigen die Protagonisten in Blochs Gemälde eine größere Bandbreite an Emotionen in ihren Gesichtern in einer nicht einfach zu deutenden Situation.

## Entstehungsgeschichte

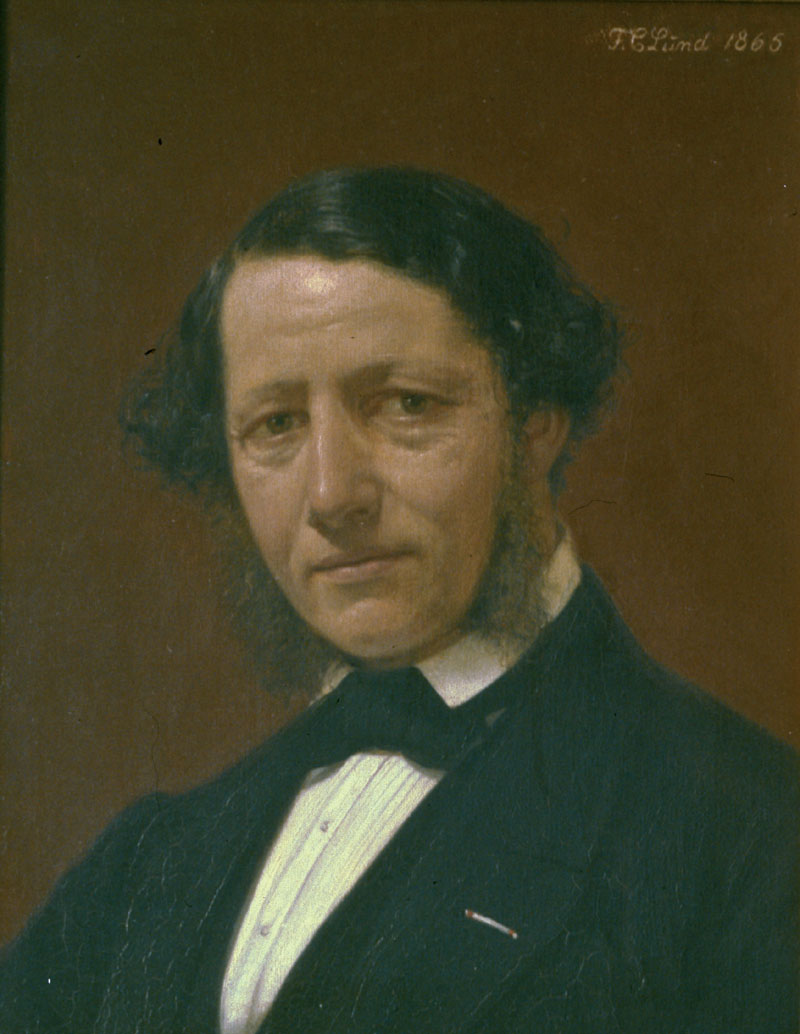
Moritz G. Melchior (1866)

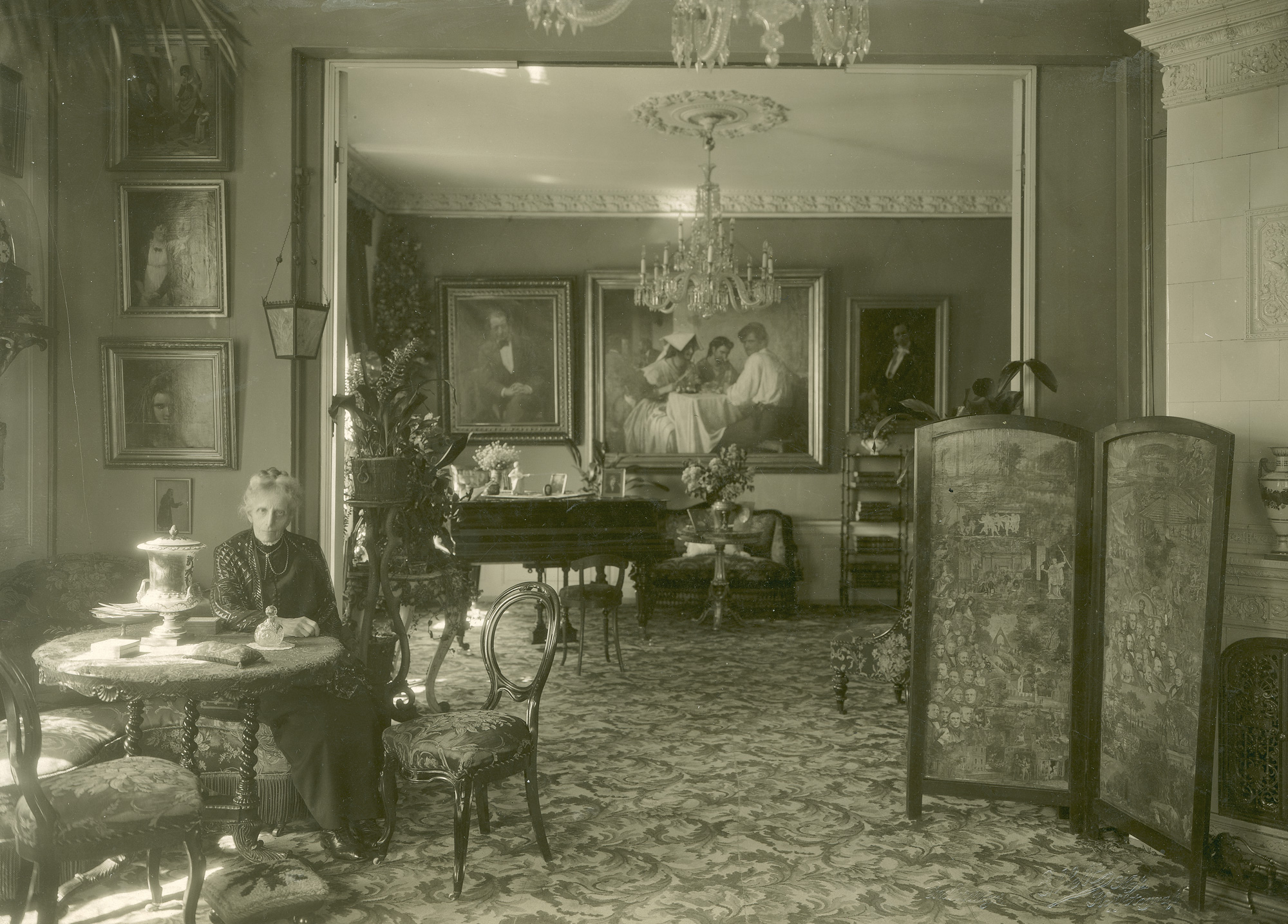
Das Gemälde ist auf einer Fotografie von Louise Melchiors Wohnung, Højbro Plads, Kopenhagen, zu sehen (1922)

Carl Bloch war ein persönlicher Freund des Kaufmanns Moritz Gerson Melchior (1816–1884). Er besuchte die Familie Melchior oft donnerstags zum Abendessen in ihrer Wohnung im zweiten Stock am Højbro Plads 21. Zu den weiteren Freunden der Familie, die oft an diesen Donnerstagsessen teilnahmen, gehörten der Schriftsteller Hans Christian Andersen und der Maler Frederik Christian Lund, der Dichter und Museumsverwalter Carl Andersen sowie Vertreter der Presse wie der Dagbladet-Redakteur Carl Steen Andersen Bille, die Journalisten Robert Watt und P. „Cabiro“ Hansen sowie Carl Ploug, der Verleger und Herausgeber von Fædrelandet (‚Das Vaterland‘).
Melchior gab das Gemälde bei Bloch im Zusammenhang mit einer Reise nach Italien in Auftrag und er wünschte sich ein Gemälde ähnlich der Italiensk osteriscene (Italienische Osteriaszene) von Wilhelm Marstrand. Bloch selber hatte sechs Jahre in Italien gelebt und gearbeitet und war auch Marstrands Schüler gewesen.
Das Gemälde ist auf einer Fotografie aus dem Jahr 1922 zu sehen, die auch die letzte überlebende Tochter von Moritz G. Melchior, Louise Melchior, in der ehemals elterlichen Wohnung am Højbro Plads zeigt. Bereits im Jahr 1884 vermachte Melchior das Gemälde dem Statens Museum for Kunst (Dänischen Nationalgalerie). Nach dem Tod von Melchiors Tochter Louise im Jahr 1935 ging das Gemälde in den Besitz des Museums über.

## Rezeption
So wie Marstrand ließ sich auch die polnisch-dänische Malerin Elisabeth Jerichau-Baumann (1819–1881), die von 1845 bis 1849 in Rom lebte, zu einer Osteriaszene inspirieren. Dieses Gemâlde befindet sich heute im Schwedischen Nationalmuseum in Stockholm.
Im Jahr 1888 malte der Portraitmaler und Fotograf Cai D.H. Brandt (D.H. steht für Ditlev Hegermann) aus Hjørring eine parodistische Variante von Blochs Gemälde, indem er lokal bekannte Personen aus dem Hjørring der damaligen Zeit sowie Werbung für bestimmte Produkte einfügte. Der sich umdrehende Mann im Vordergrund rechts ist Wilhelm Kypper, der damalige Hotelpächter von „Kyppers Hotel“. Ganz rechts findet man einen zusätzlichen Mann im Bild. Es handelt sich um Thomas Larsen aus Løkken, den Eigentümer des Hotels, der an Kypper verpachtete. Am Tisch im Hintergrund sitzt ganz links Cai D.H. Brandt selber: Mit dem Rücken zum Betrachter, wie Carl Bloch im Originalgemälde. In der Mitte (statt Melchior) sitzt Michael Segelcke, der Sohn des Brennereibesitzers Axel R. Segelcke, und links von ihm der Spirituosenhändler David Hartmann mit einer Flasche Portwein in der Hand. Das Gemälde zeigt lokale Produkte wie die Spirituosenflaschen auf dem Tisch und die Streichholzschachtel mit einer Werbung für Prima Dansk Svinefedt aus Hjørring.
Das Gemälde hing seit seiner Entstehung in Kyppers Hotel, dem heutigen „Hotel Phønix“, und wurde 1988 dem Historischen Museum Vendsyssel (Vendsyssel Historiske Museum) geschenkt, wo es in der Ausstellung Skattekisten („Die Schatztruhe“) zu sehen ist.

Osteria-Gemälde
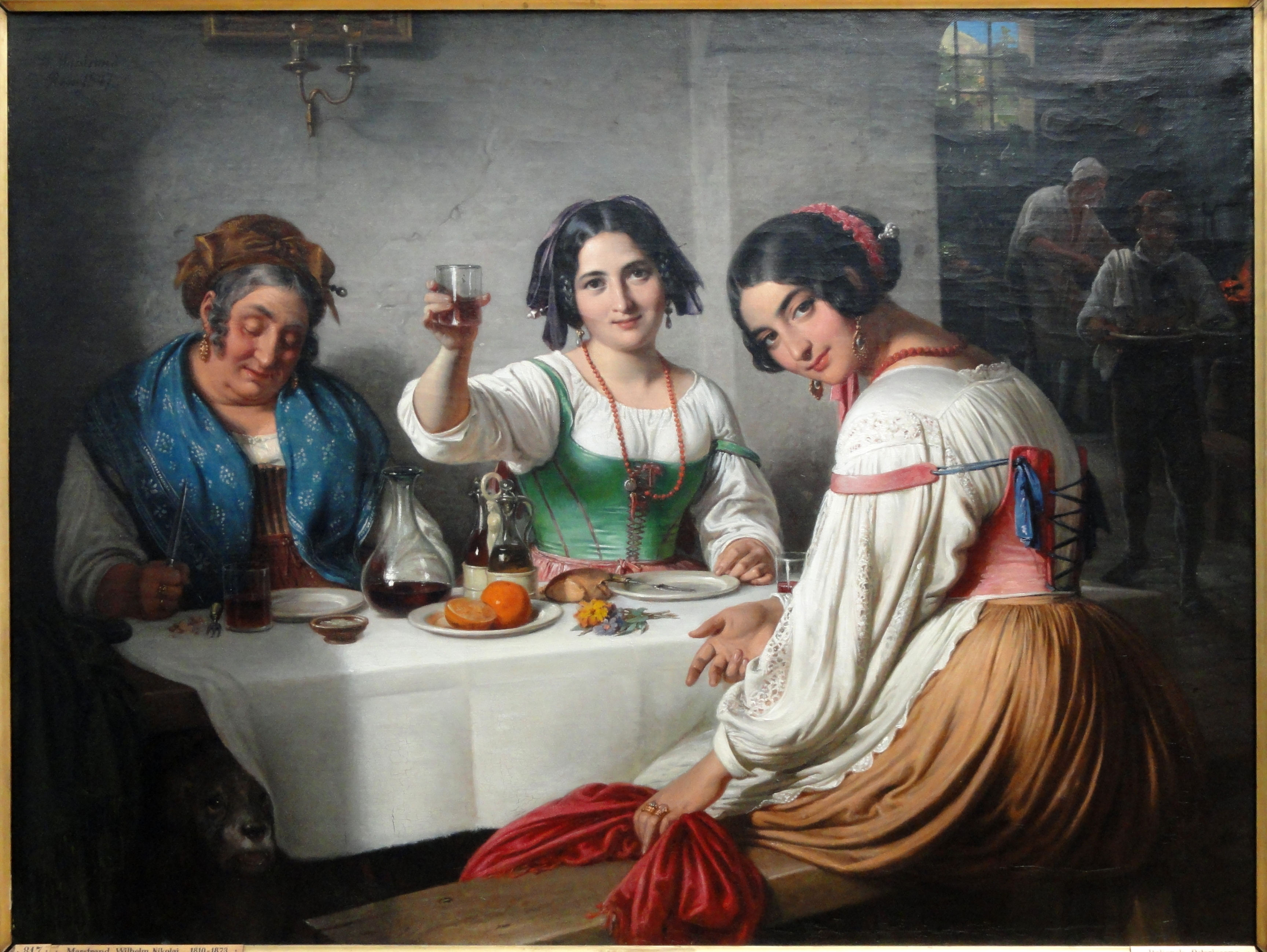
Marstrand (1847)
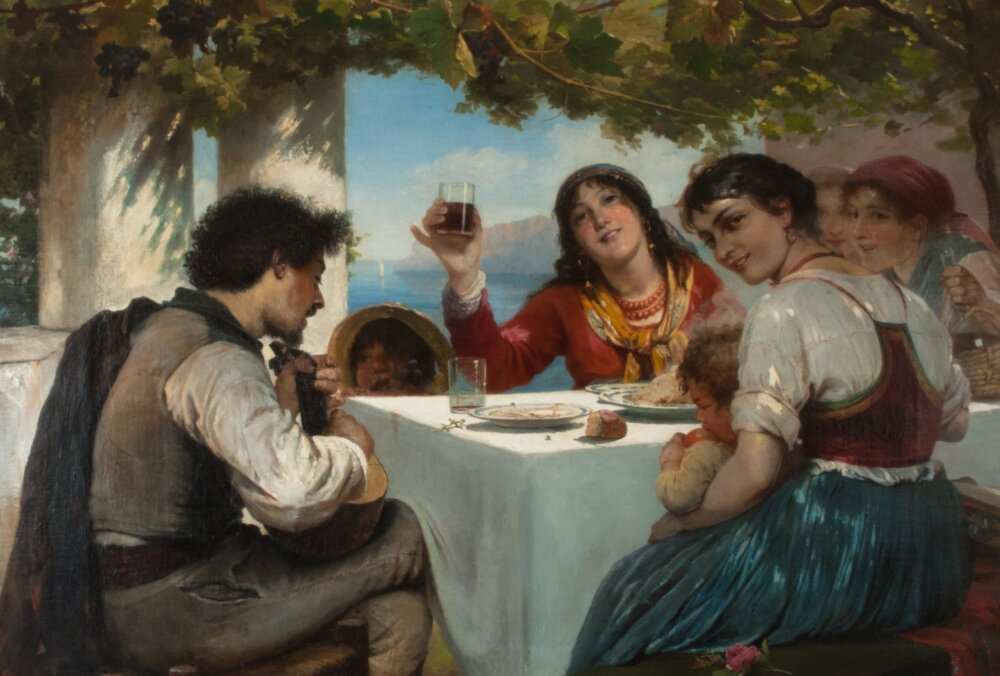
Jerichau-Baumann (after 1860)
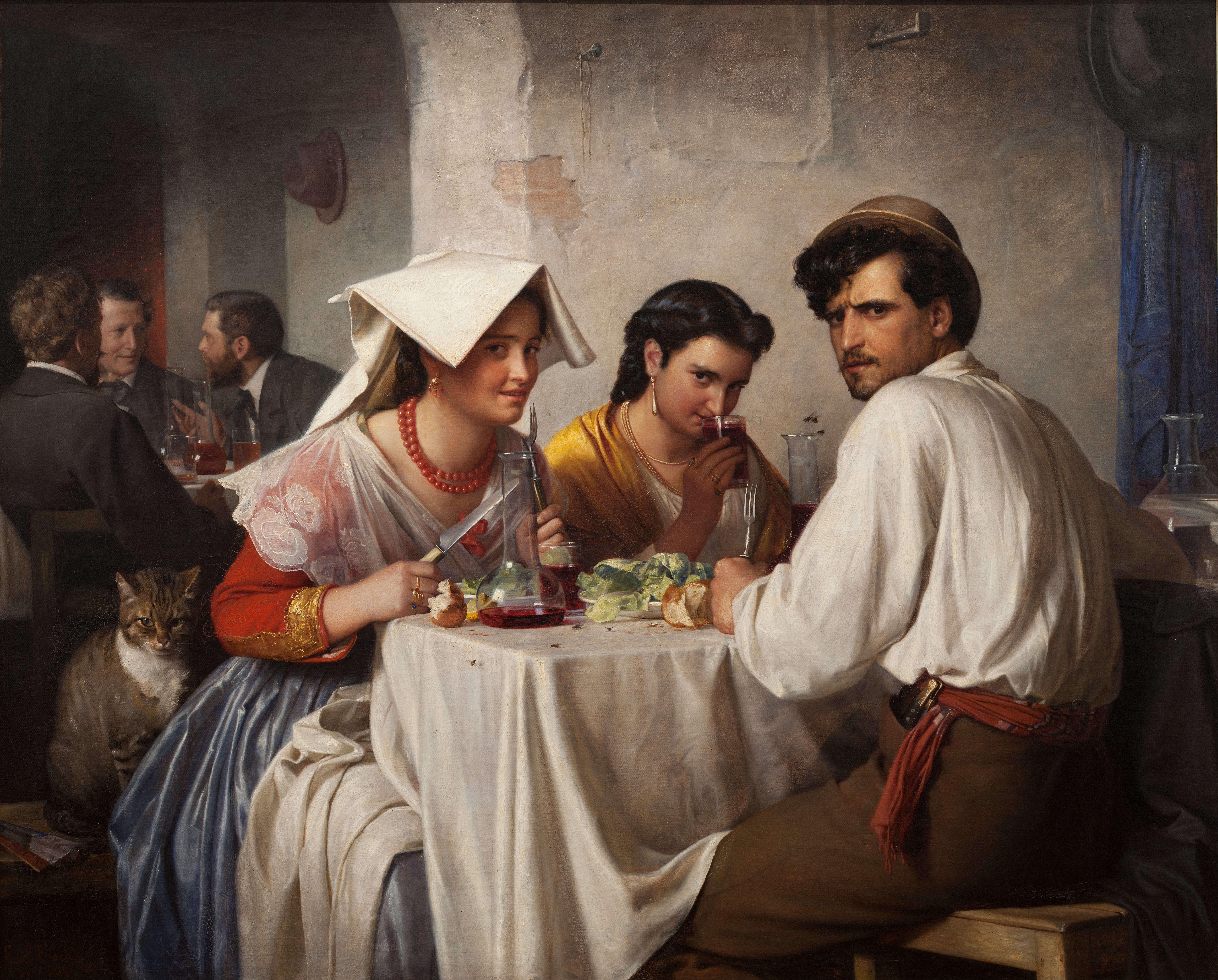
Bloch (1866)
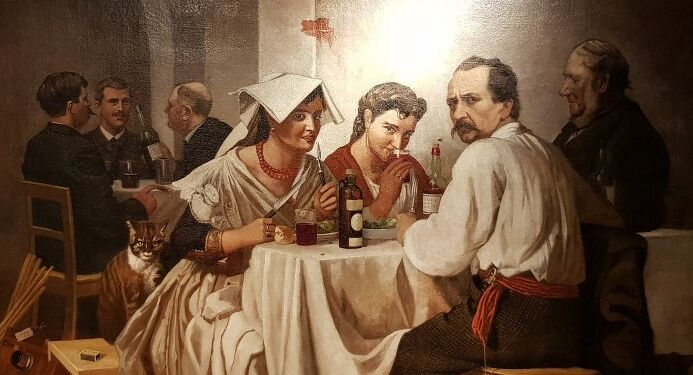
Brandt (1888)

Im April 2018 führte BBC Radio 1 Diskjockey Greg James eine Nachstellung des Gemäldes im echten Leben durch, nachdem seine Zuhörer festgestellt hatten, dass er wie der Mann rechts im Gemälde aussah. Es wurde „Radio 1 Paint-A-Long“ genannt und umfasste auch zwei Hörer, Miriam und Harriet, die die Plätze der dargestellten Frauen einnahmen.